# 山刀伐峠
山刀伐峠（なたぎりとうげ）は、山形県最上郡最上町と尾花沢市を結ぶ峠である。標高390m。

## 概要
山形県道28号尾花沢最上線が走っており、宮城県大崎市鳴子と山形県村山地方を結ぶ道である。曲線が多い走りにくい道だが、物流トラックの走行もそこそこある。冬期間は、沿道に所在する赤倉温泉スキー場に、練習や競技会に向かう山形県内の各高等学校スキー部のマイクロバスやミニバンが走り抜ける姿が良く見られる。江戸時代に俳人松尾芭蕉が「封人の家」から尾花沢宿に向かうために通ったことでも有名である。
山刀伐峠は、峠の形状が、山仕事や狩りの際に被った「なたぎり」に似ていることから名付けられたものであるが、俗説として、刀を持った山賊が住み着いており、道行く旅行者を襲撃しては身包みを剥ぐ危険な峠であったことに由来するという説もある。実際に、松尾芭蕉の「奥の細道」には、山刀伐峠を越えるにあたって、「封人の家」の当主有路氏が、山賊から芭蕉の身を守るため、屈強の者を護衛に付けて送った旨が記されている。「奥の細道」には、『高山森々として、一鳥声きかず、木の下闇、茂りあひて、夜行くがごとし』とあり、当時はかなり厳しい峠であったことが偲ばれる。
最上町から尾花沢市へと越える峠としては、かつては他に「背坂峠」「翁峠」「午房野峠」が存在し、古来は背坂峠がメインルートとして使われていたが、山刀伐峠を通る車道が開通するとこれらの峠は廃れ、自然へと帰っていった。
市境に「山刀伐トンネル」があり、通年通行可能であるが、峠を越える旧車道、さらには江戸期以来の旧街道も残され、歴史街道として整備されている(いずれも冬季通行止)。峠の頂上は鬱蒼としており、小さな駐車場と簡単な案内看板がある。旧道部分は、秋になると毎年のように熊の目撃情報があるため、散策の際は熊対策を留意されたい。

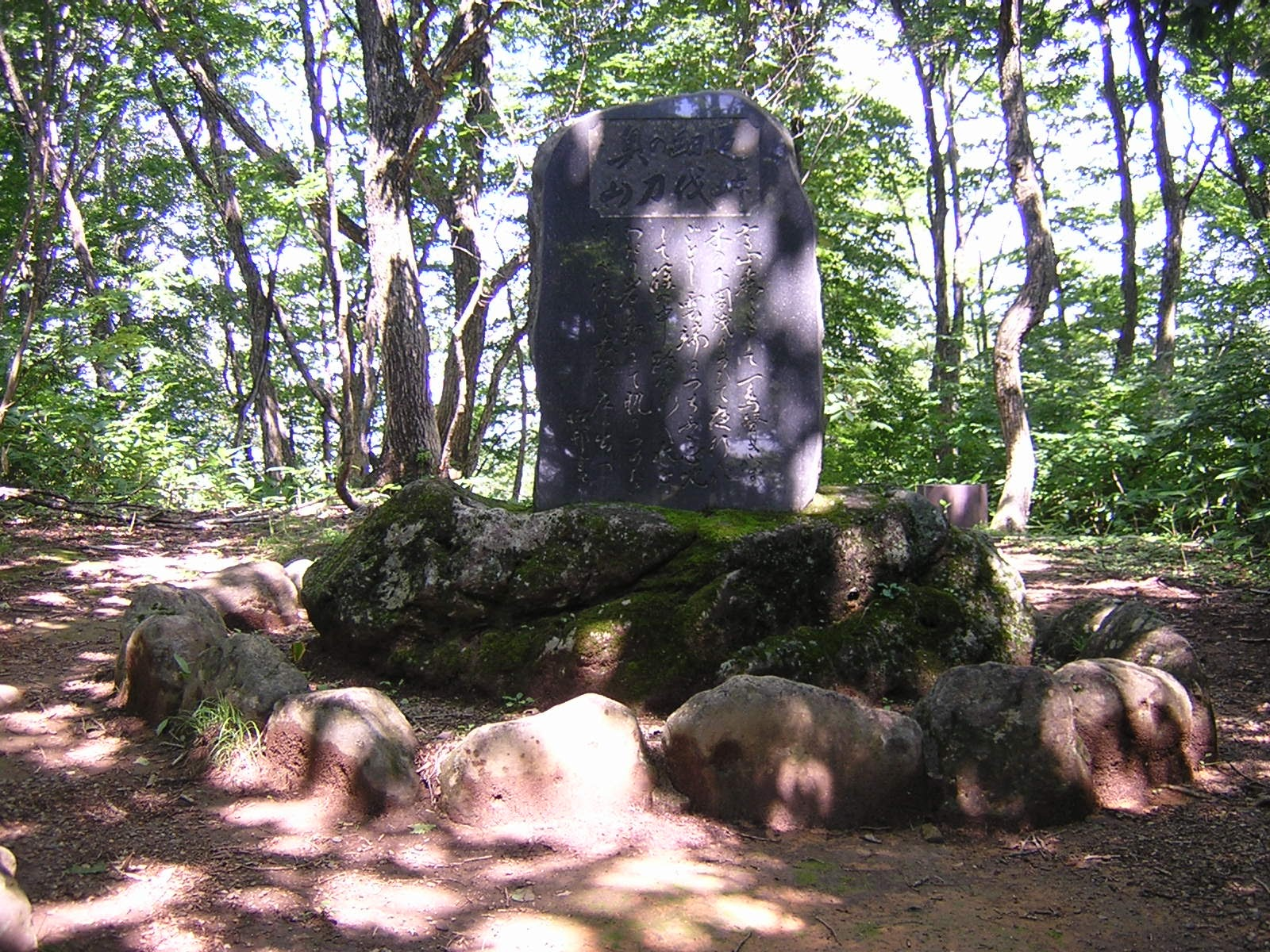
山刀伐峠の旧街道(2005年8月撮影)